# 超级炸弹人R
《超级炸弹人R》（官方简体中文译名为“超级博蒙曼R”）是一款由科乐美和HexaDrive制作的动作类电子游戏。本作于2017年3月3日首发于任天堂Switch，是任天堂Switch发售初期少有的官方中文化的游戏。2018年3月，科乐美宣布游戏会在2018年6月于Xbox One、PlayStation 4、Windows等平台上发售。
玩家控制的角色在一个2.5D环境中进行游戏。玩家需要布置陷阱和炸弹来击败对手。

## 遊戲玩法
《超級轟炸超人R》是一款動作益智類遊戲，延續系列基本玩法，玩家在地上放置炸彈來炸開障礙物並擊敗對手，在流程中也有機會取得各種道具，諸如增加炸彈威力、炸彈數量、踢開炸彈等特殊效果。
本作中分為故事模式、對戰模式、錦標賽這三大模式。故事模式收錄50種以上的關卡，一個大關卡中包含數個小關卡，每個大關的最終關都會有BOSS戰，該模式可單人遊玩，也支援雙人合作過關；對戰模式讓玩家能與其他玩家或電腦AI進行自由戰鬥，可以自訂戰鬥場地與規則，該模式支援最多8位玩家進行單機或網路對戰；錦標賽是一種分組競賽的模式，玩家分為兩組隊伍（每隊最多3人）來進行對抗，競賽項目有兩種，第一種項目是在時限內收集水晶，收集較多的隊伍獲勝；第二種是以隊員被擊倒的總次數作為勝利條件，每隊擁有一定的生命總數，隊員被擊倒後可以復活，但會消耗生命總數，生命總數最先歸零的隊伍則會落敗。
遊戲中對戰結束會獲得一定數量的寶石，可在商店中購買裝飾品、新角色和新地圖。商店中可購買的角色，其中一部分來自於科樂美旗下遊戲的客串人物，諸如：德古拉（惡魔城系列）、五右衛門（大盜五右衛門系列）、藤崎詩織（純愛手札系列）等。

## 反响
《超级炸弹人R》在发售后，在日本地区成为系列诞生近20年来，销量仅次于系列初作的游戏。但游戏仅获得一般的业界评价。2018年8月，KONAMI宣布本作的全球销量已超过100万份。